# Đại Lãnh
Đại Lãnh là xã cực Bắc của tỉnh Khánh Hòa, Việt Nam.

## Lịch sử
Ngày 16 tháng 6 năm 2025, Quốc hội Việt Nam thông qua Nghị quyết số 1667/NQ-UBTVQH15 của Ủy ban Thường vụ Quốc hội về việc sắp xếp các đơn vị hành chính cấp xã của tỉnh Khánh Hòa. Theo đó, diện tích tự nhiên và quy mô dân số của hai xã cũ của huyện Vạn Ninh cũ là Vạn Thạnh, Vạn Thọ được sáp nhập vào xã Đại Lãnh.

## Địa lý
Xã Đại Lãnh có ranh giới với các xã:
- Phía Bắc giáp tỉnh Đắk Lắk
- Phía Nam giáp xã Tu Bông

Xã có diện tích 171,04 km², dân số năm 2025 là 25.644 người, mật độ dân số đạt 150 người/km².